# Ruisseau de Placey
 (août 2024).
Si vous disposez d'ouvrages ou d'articles de référence ou si vous connaissez des sites web de qualité traitant du thème abordé ici, merci de compléter l'article en donnant les références utiles à sa vérifiabilité et en les liant à la section « Notes et références ».
 (août 2024).
Le Ruisseau de Placey est un cours d'eau situé dans la commune de Placey, dans le département du Doubs, en France. Ce ruisseau traverse la commune avant de se jeter dans le ruisseau de Recologne, constituant son principal affluent.

## Géographie
Le ruisseau de Placey prend sa source à proximité du centre de la commune de Placey, à une altitude d'environ 222 mètres. Il s'écoule ensuite vers le nord-ouest , traversant des paysages variés composés principalement de forêts, prairies, terres agricoles.
Le bassin versant du ruisseau est caractérisé par des terrains légèrement vallonnés et une végétation typique de la région. La topographie de la région permet au ruisseau de conserver un débit relativement constant, malgré les variations saisonnières.

## Hydrologie
Le ruisseau de Placey présente un régime hydrologique influencé par les précipitations locales et le type de sol. Comme de nombreux petits cours d'eau, il est sujet à des fluctuations de débit selon les saisons. Durant les périodes de fortes pluies, notamment entre novembre et mars, le ruisseau peut connaître des crues mineures, tandis que durant les périodes plus sèches, le débit diminue sensiblement.
Après avoir parcouru la commune de Placey, le ruisseau se jette dans le Ruisseau de Recologne, un cours d'eau plus important de la région, qui contribue au réseau hydrologique local.

## Faune et flore
Le ruisseau de Placey est un habitat pour diverses espèces aquatiques et riveraines. La végétation riveraine est constituée de roseaux et de saules, qui jouent un rôle crucial dans la préservation de l'écosystème local.
Les rives du ruisseau abritent également une diversité d'oiseaux, d'insectes, et de petits mammifères, contribuant à la richesse biologique de la région. Des initiatives locales visent à protéger cet environnement fragile et à préserver la biodiversité du ruisseau.

## Histoire et culture
Historiquement, le ruisseau de Placey a joué un rôle important dans la vie des habitants de la commune, notamment en tant que source d'eau pour les besoins agricoles et domestiques.
Aujourd'hui, le ruisseau est apprécié pour son cadre naturel et est fréquenté par les randonneurs et les amateurs de nature. Des sentiers longent le cours d'eau, offrant des points de vue pittoresques sur le paysage environnant.

## Protection environnementale
La protection du ruisseau de Placey est une priorité pour la commune, en raison de son importance écologique. Des mesures ont été mises en place pour contrôler la qualité de l'eau et prévenir la pollution. Les autorités locales collaborent avec des associations environnementales pour sensibiliser la population à la nécessité de préserver ce patrimoine naturel.